# Nati nel 1588
| Questa pagina contiene informazioni ricavate automaticamente dalle voci biografiche con l'ausilio del template Bio e di un bot. L'aggiornamento è periodico e automatico e ricostruisce completamente la pagina. Se manca una persona in questa lista, sei pregato di non aggiungerla, ma accertati piuttosto che la sua voce biografica contenga il template Bio e che i dati anagrafici siano correttamente compilati. Se il template Bio manca, inseriscilo tu stesso o, in alternativa, metti l'avviso {{tmp\|Bio}} che ne segnala la mancanza. Se i dati riportati sono sbagliati, correggi direttamente la voce biografica; le modifiche saranno visibili in questa lista entro pochi giorni. Per chiarimenti vedi il progetto biografie. La lista contiene solo le 79 persone che sono citate nell'enciclopedia e per le quali è stato implementato correttamente il template Bio. Pagina aggiornata al 18 mag 2025. |

## Gennaio(6)
- 6 gennaio - Elizabeth Stanley, nobildonna e scrittrice inglese († 1633)
- 6 gennaio - Alvise Valaresso, politico e diplomatico italiano († 1650)
- 8 gennaio - Giovanni Francesco Gondola, scrittore e poeta dalmata († 1638)
- 10 gennaio - Nicolaes Eliaszoon Pickenoy, pittore olandese
- 12 gennaio - John Winthrop il Vecchio, politico e teologo inglese († 1649)
- 20 gennaio - Francesco Gessi, pittore italiano († 1649)

## Febbraio(2)
- 9 febbraio - Zenobia Gonzaga, nobildonna italiana († 1618)
- 21 febbraio - Cassiano dal Pozzo, viaggiatore e collezionista d'arte italiano († 1657)

## Marzo(2)
- 21 marzo - Egon VIII di Fürstenberg-Heiligenberg, nobile e generale tedesco († 1635)
- 29 marzo - Margherita Aldobrandini, sovrana italiana († 1646)

## Aprile(4)
- 4 aprile - Alessandro Varotari, pittore italiano († 1649)
- 5 aprile - Thomas Hobbes, filosofo inglese († 1679)
- 15 aprile - Claudius Salmasius, antiquario, umanista e filologo classico francese († 1653)
- 16 aprile - Emanuele Filiberto di Savoia, militare († 1624)

## Maggio(3)
- 2 maggio - Étienne Pascal, magistrato e matematico francese († 1651)
- 13 maggio - Ole Worm, medico, biologo e filologo danese († 1654)
- 28 maggio - Pierre Séguier, politico e magistrato francese († 1672)

## Giugno(4)
- 3 giugno - Giulio Federico di Württemberg-Weiltingen, duca († 1635)
- 6 giugno - Charles d'Ambleville, religioso, compositore e organista francese († 1637)
- 20 giugno - Lorenzo Brunelli, compositore italiano († 1648)
- 30 giugno - Giovanni Maria Sabino, compositore e organista italiano († 1649)

## Luglio(5)
- 2 luglio - Prospero Fagnani Boni, giurista italiano († 1678)
- 7 luglio - Volrado IV di Waldeck, nobile tedesco († 1640)
- 12 luglio - Scipione Li Volsi, scultore italiano († 1667)
- 16 luglio - Daniele Antonini, matematico, fisico e militare italiano († 1616)
- 21 luglio - Alfonso Gonzaga, arcivescovo cattolico italiano († 1649)

## Agosto(3)
- 1º agosto - François de La Mothe Le Vayer, filosofo, scrittore e letterato francese († 1672)
- 12 agosto - Ottavio Corsini, arcivescovo cattolico e letterato italiano († 1641)
- 25 agosto - Leonardo Foscolo, militare italiano († 1660)

## Settembre(4)
- 1º settembre - Enrico II di Borbone-Condé, nobile francese († 1646)
- 8 settembre - Marin Mersenne, teologo, filosofo e matematico francese († 1648)
- 10 settembre - Nicholas Lanier, cantore, liutista e compositore inglese († 1666)
- 12 settembre - Louis Chantereau Lefèbvre, scrittore e storico francese († 1658)

## Ottobre(2)
- 16 ottobre - Luca Wadding, francescano e storico irlandese († 1657)
- 28 ottobre - Giovanni Giuda Giona Battista, ebraista e diplomatico italiano († 1668)

## Dicembre(7)
- 2 dicembre - Leonhard Kern, scultore tedesco († 1662)
- 10 dicembre - Johann von Aldringen, generale († 1634)
- 10 dicembre - Isaac Beeckman, fisico, filosofo e medico olandese († 1637)
- 15 dicembre - Adolfo Federico I di Meclemburgo-Schwerin, nobile tedesco († 1658)
- 15 dicembre - Charles de Condren, presbitero francese († 1641)
- 24 dicembre - Costanza d'Asburgo, regina († 1631)
- 24 dicembre - Jost Fleckenstein, ufficiale svizzero († 1652)

## Senza giorno specificato(37)
- Johann Heinrich Alsted, teologo tedesco († 1638)
- Bartolomeo Ambrosini, botanico, medico e naturalista italiano († 1657)
- Giuseppe Badaracco, pittore italiano († 1657)
- Angelica Baitelli, storica e badessa italiana
- Guillaume Bautru, politico e diplomatico francese († 1665)
- Girolamo Borsieri, poeta, scrittore e presbitero italiano († 1629)
- Girolamo Bossi, umanista italiano († 1646)
- Richard Brathwaite, poeta inglese († 1673)
- Giacomina di Bueil, nobildonna francese († 1651)
- Gregorio Carafa, arcivescovo cattolico italiano († 1675)
- Ilario Casolani, pittore italiano († 1661)
- François de Cauvigny de Colomby, poeta e oratore francese († 1648)
- Daniel Cawdry, presbitero inglese († 1664)
- Giovan Filippo Certani, nobile italiano († 1630)
- Felice Contelori, presbitero, storico e bibliotecario italiano († 1652)
- Robert Filmer, filosofo inglese († 1653)
- Francesco Gabrielli, attore teatrale italiano († 1636)
- José Antonio González de Salas, umanista e scrittore spagnolo († 1654)
- Antoniotto Invrea, doge († 1669)
- Johannes Janssonius, cartografo, editore e incisore olandese († 1664)
- Francesco Lanario, militare e umanista italiano († 1624)
- Guy Michel Le Jay, biblista e giurista francese († 1674)
- Luisa Margherita di Lorena, nobildonna francese († 1631)
- Johannes van Mildert, scultore fiammingo († 1638)
- Adrian von Mynsicht, alchimista tedesco († 1638)
- Gavino Penducho Carta, funzionario spagnolo († 1652)
- Jacob Quina, pittore olandese
- Ligdan Khan, condottiero e sovrano mongolo († 1634)
- Catherine de Vivonne de Rambouillet, nobile francese († 1665)
- Juan de las Roelas, pittore spagnolo († 1625)
- Giacomo Antonio Santagostino, pittore italiano († 1648)
- William Seymour, II duca di Somerset, nobile britannico († 1660)
- Benedetto Ubaldi, cardinale e vescovo cattolico italiano († 1644)
- Kaspar Uttenhofer, matematico e astronomo tedesco († 1621)
- Arnold Vinnen, giurista olandese († 1657)
- Sébastien Zamet, vescovo cattolico francese († 1655)
- Hendrick ter Brugghen, pittore olandese († 1629)